# La Hoya (Tunja)
La Hoya es una de las 10 veredas que conforman la zona rural de la ciudad colombiana de Tunja. Es una zona natural. Antiguamente hacía parte del corregimiento de Puente de Boyacá. Algunos de sus monumentos se encuentran en su territorio.

## Geografía
La vereda La Hoya está ubicada en el extremo suroccidental del municipio de Tunja. Limita por el norte con las veredas de Barón Germania y La Lajita, por el sur con el municipio de Ventaquemada, por el noreste con los municipios de Samacá y Cucaita.

## Demografía
El 54% de la población total de la vereda son hombres. De los 747 habitantes, el 79% tienen educación primaria y el 21% educación secundaria. Es interesante señalar que a diferencia de otras veredas, en esta la totalidad de la población es nativa y aproximadamente llevan viviendo en la misma vereda 45 años. Por ende el 100% de la población son propietarios de los terrenos que habitan.

## Servicios públicos
Las viviendas de esta vereda cuentan con los servicios de acueducto y energía (100%), pero no con alcantarillado, por lo que las aguas negras son drenadas a las quebradas y a las tierras de cultivo. No cuenta con servicio de telefonía rural.
El 16% de las viviendas ha cambiado su uso a mixto, en el 10% funcionan tiendas y el 6% restante es local de restaurantes, que se encuentran ubicados a la orilla de la vía principal Bogotá - Tunja